# Ketapang I
Ketapang I is een bestuurslaag in het regentschap Ogan Ilir van de provincie Zuid-Sumatra, Indonesië. Ketapang I telt 1200 inwoners (volkstelling 2010).